# Saaditombes
De Saaditombes in Marrakesh dateren uit de tijd van sultan Ahmad I al-Mansur in de late 16e eeuw.
De graven waren vergeten geraakt en zijn herontdekt in 1917 en hersteld. De graven zijn, daar het herstel plaats heeft gevonden met Italiaans marmer, een belangrijke attractie voor de bezoekers van Marrakech geworden. Het gebouw bestaat uit drie kamers. Er is een hal voor de gebedsruimte en de hal met 12 zuilen. De graven zijn met mozaïeken bedekt en liggen in een mooie, kleine tuin. In het mausoleum liggen 4476 leden van 60 generaties van de Saadi-familie.

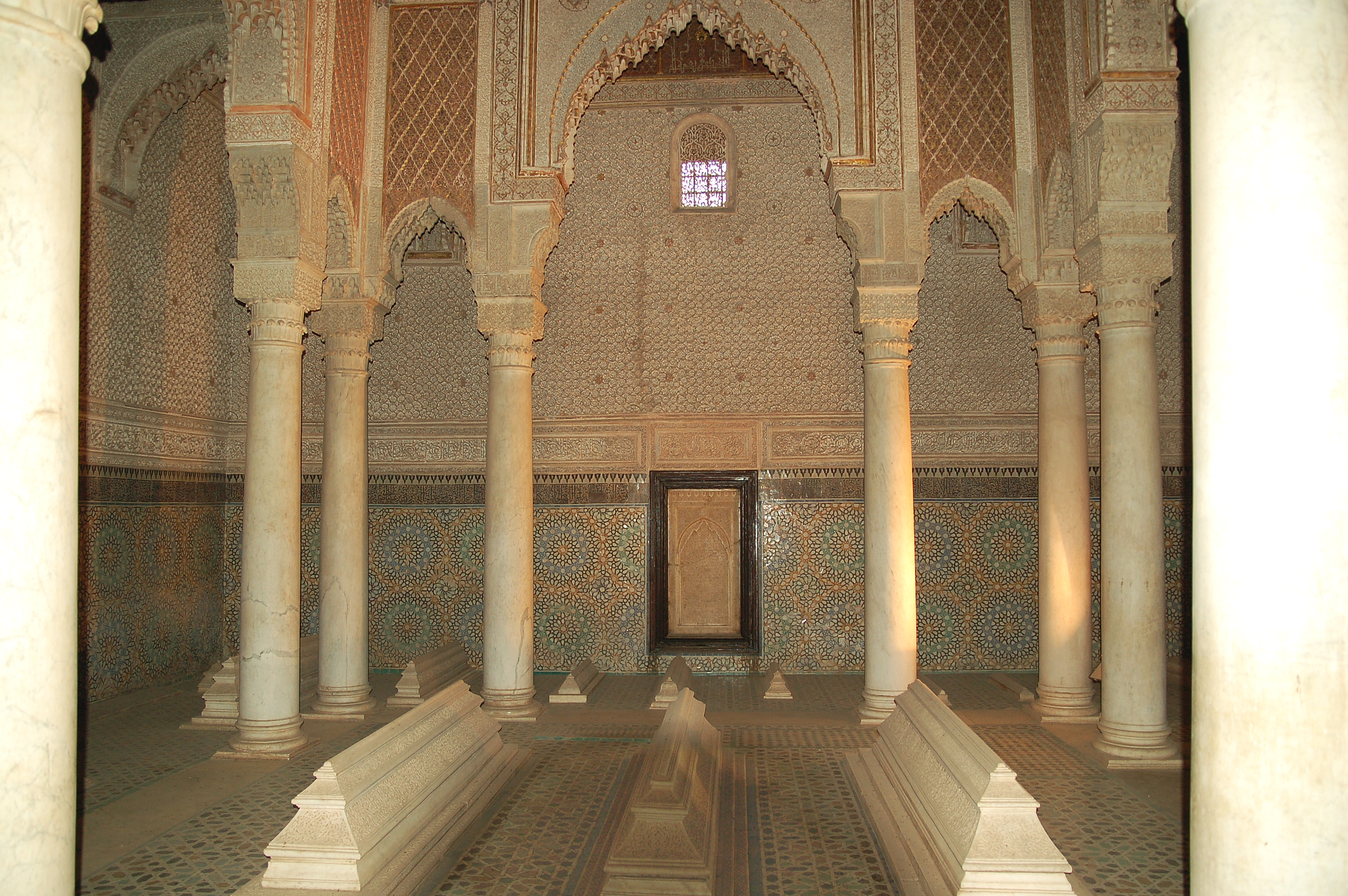
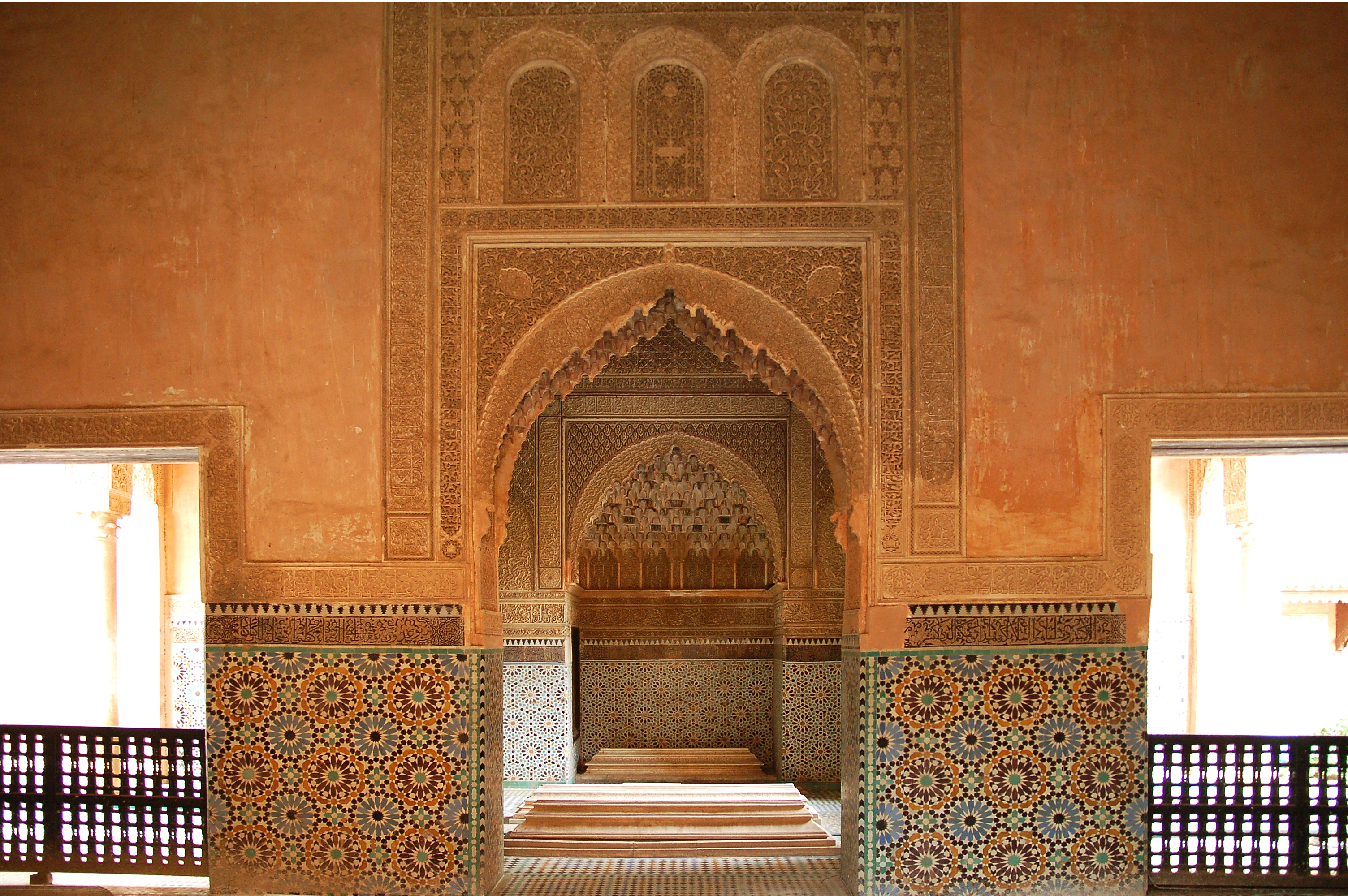
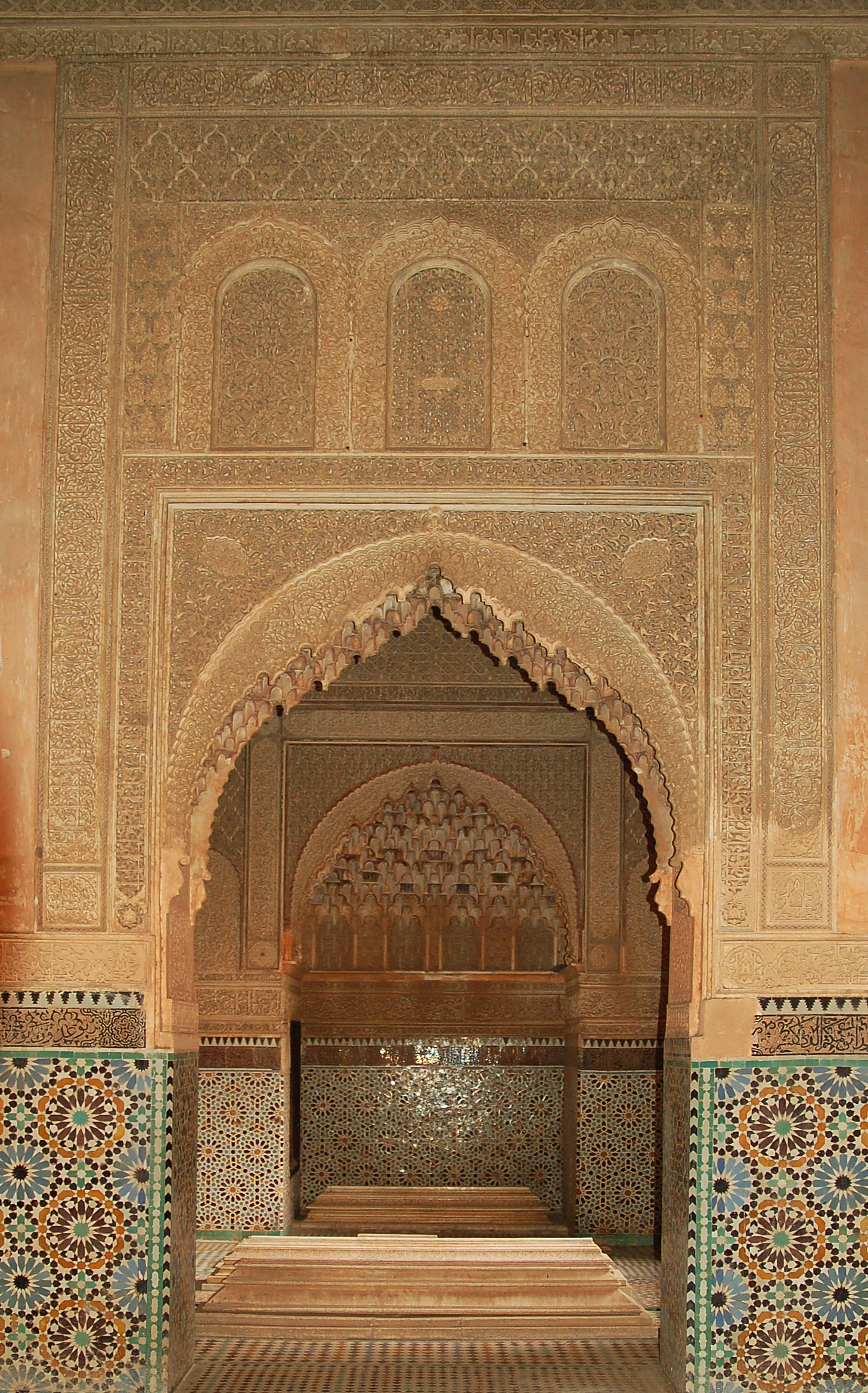
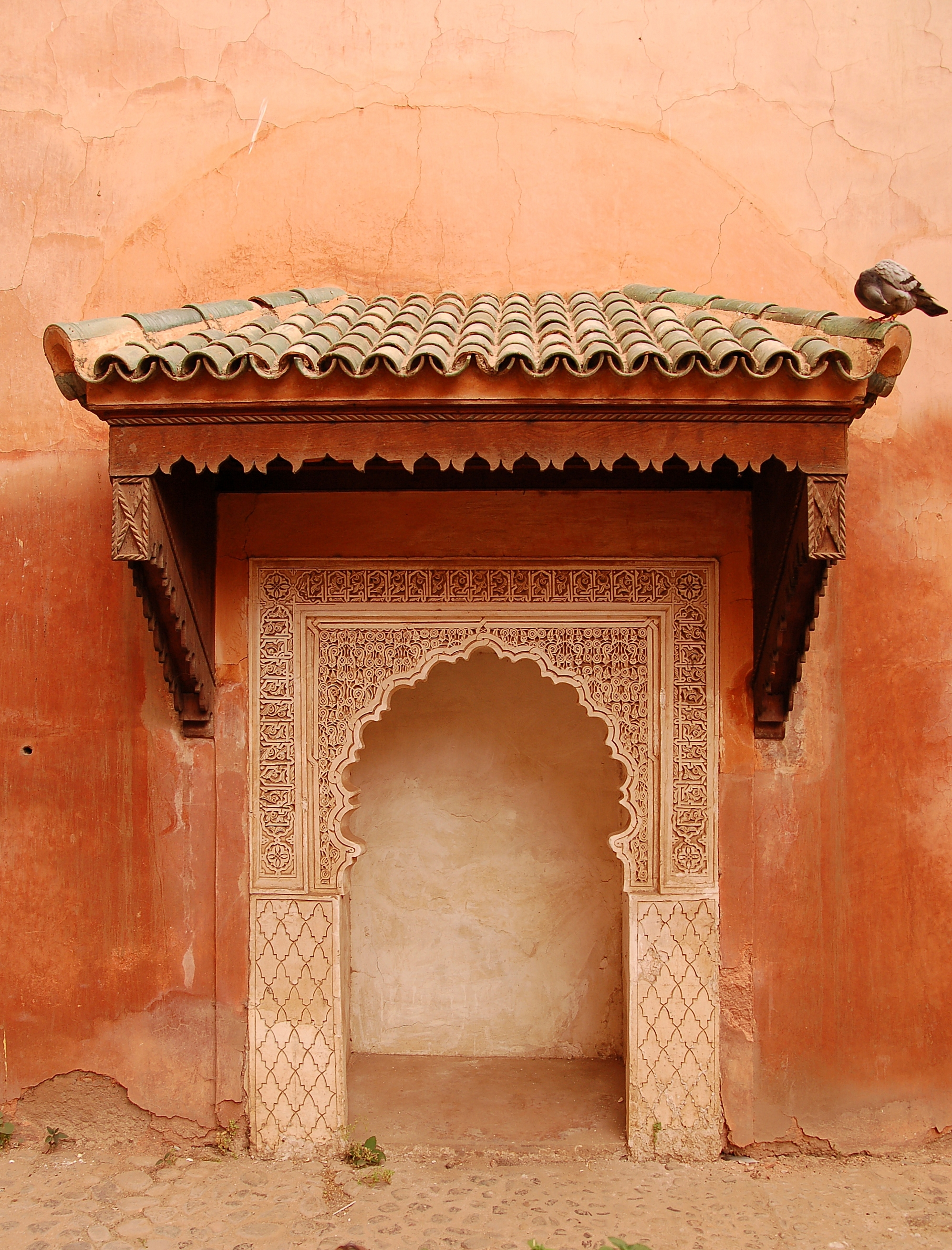
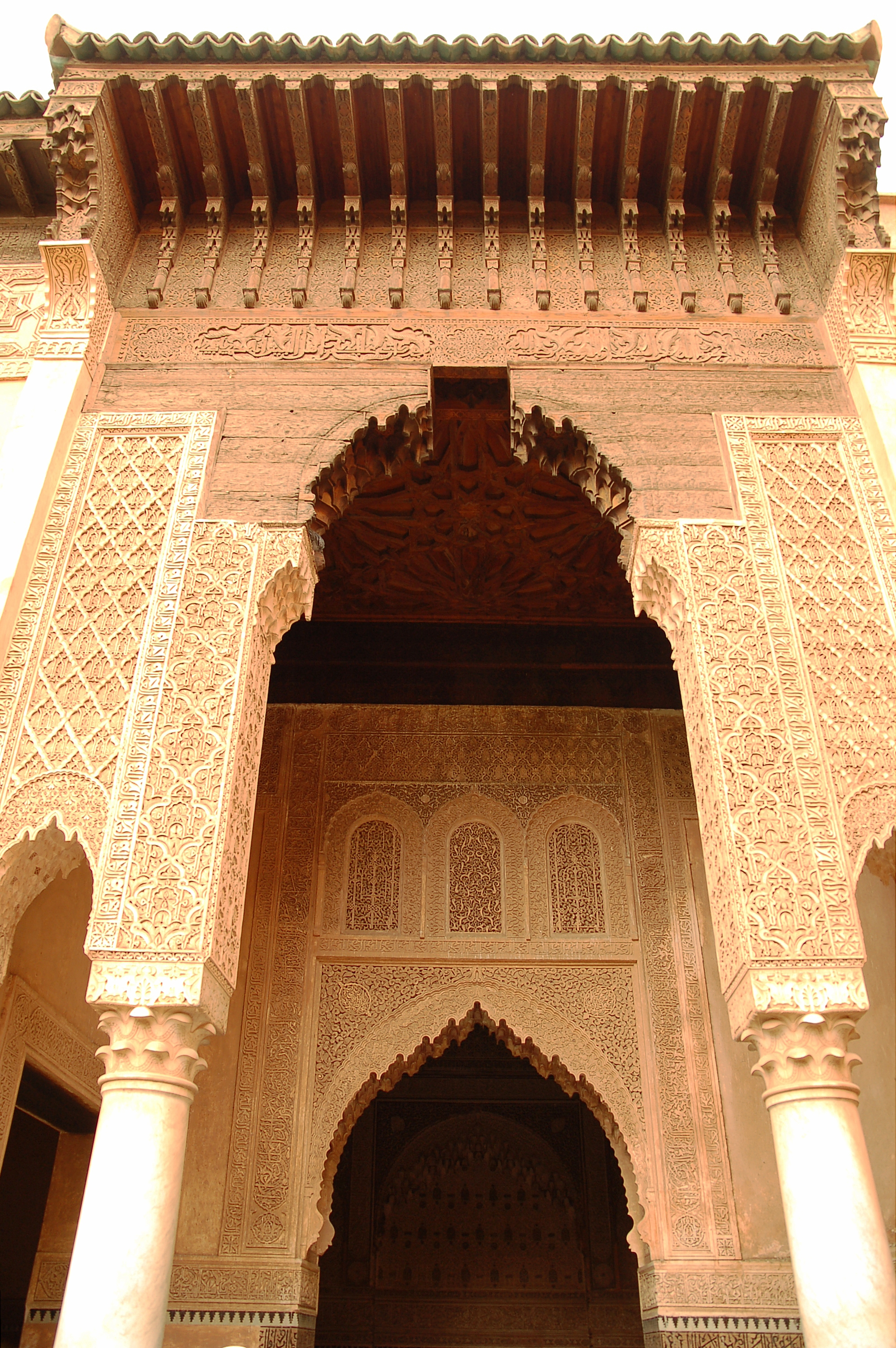
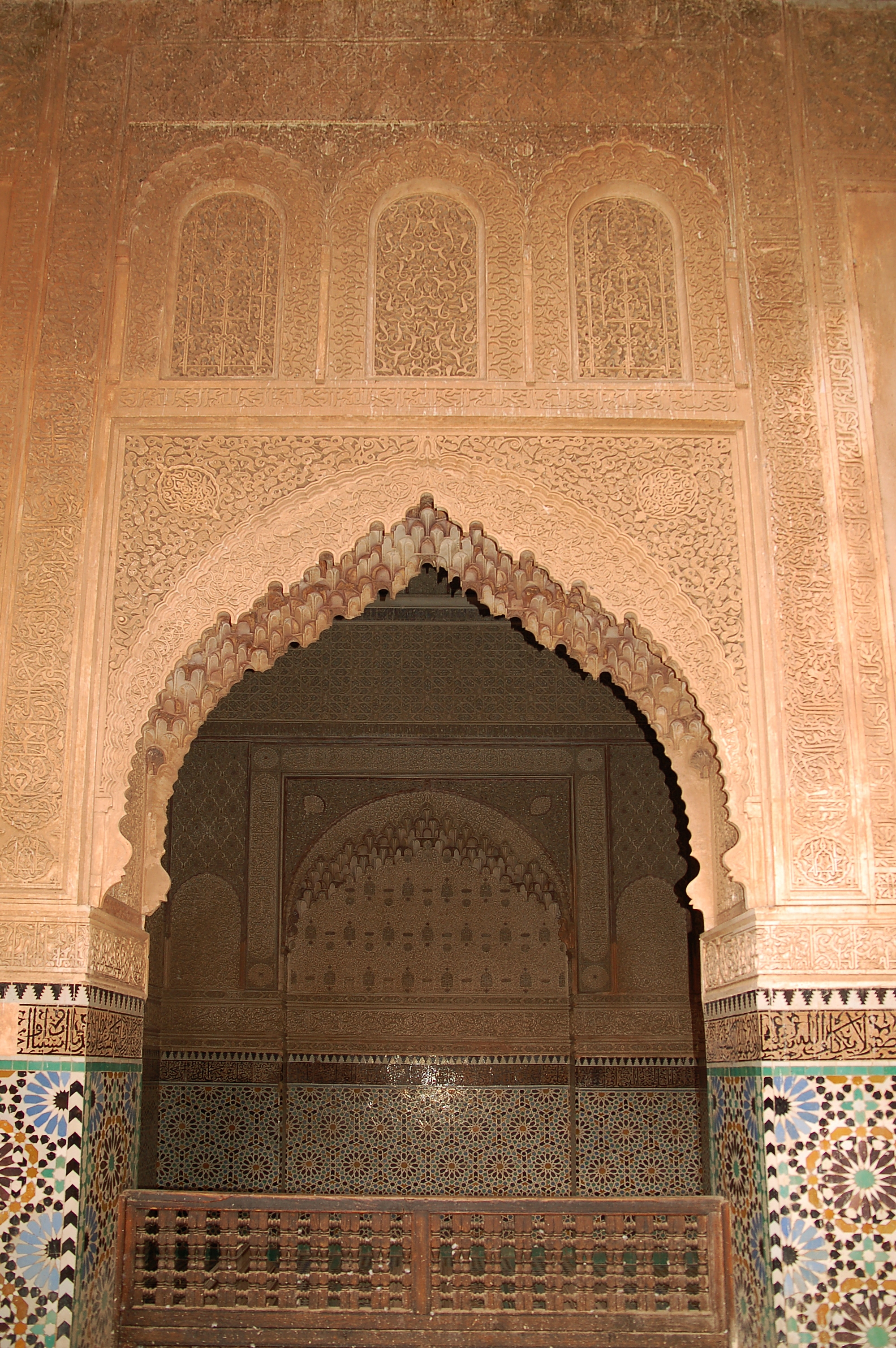
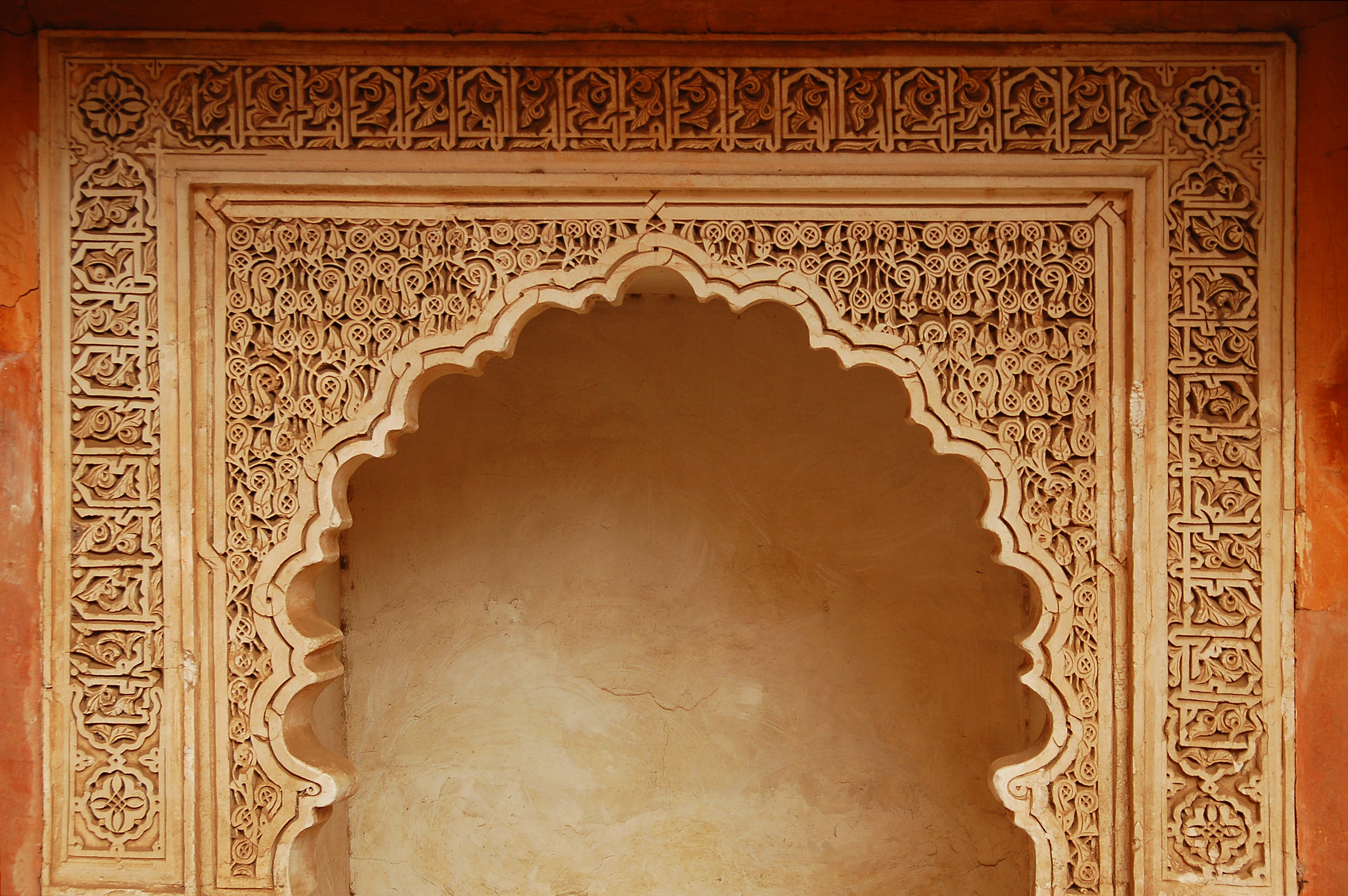
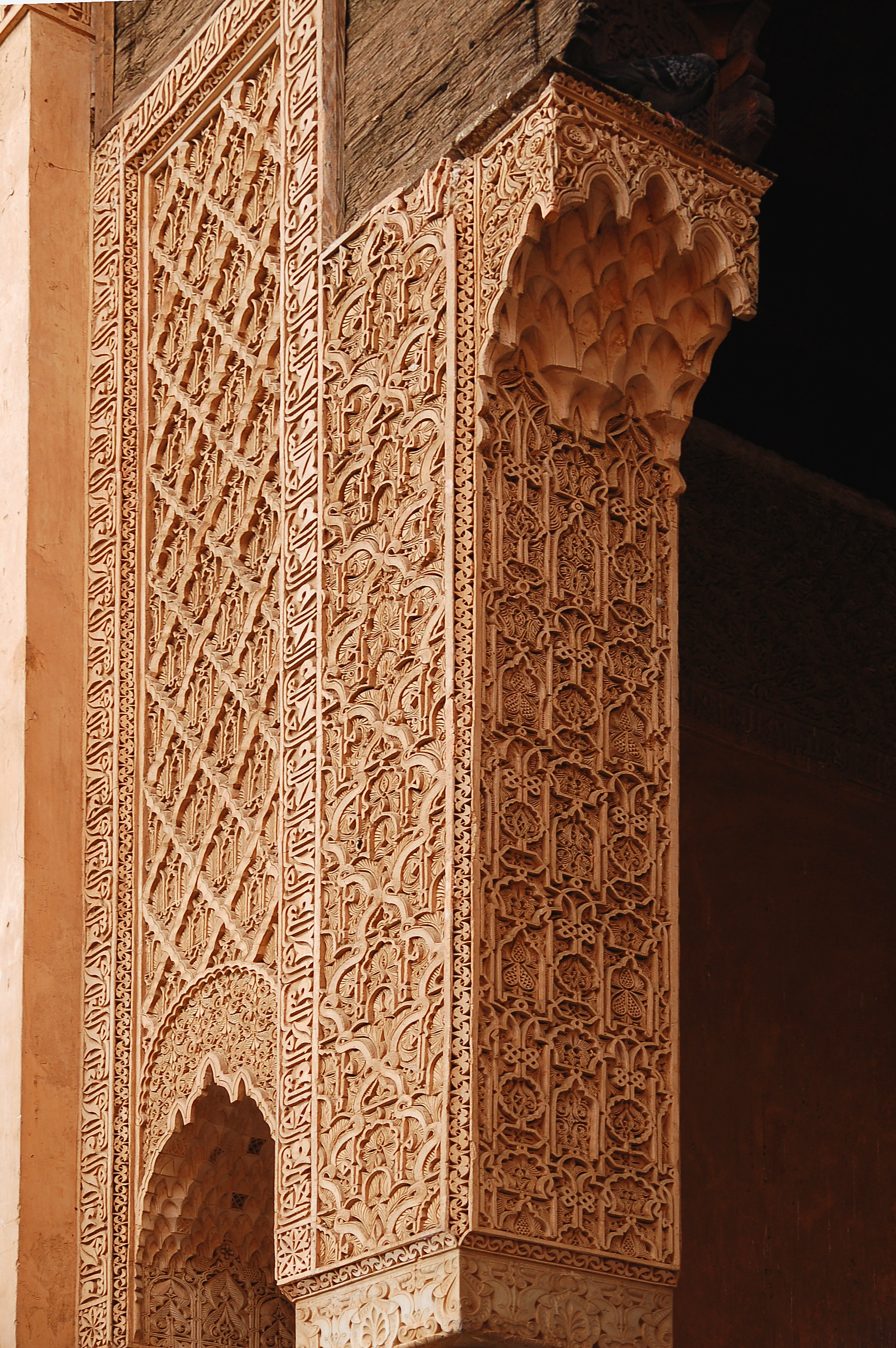